# Джонс, Ллойд (писатель)
Ллойд Джонс (англ. Lloyd Jones; род. 23 марта 1955, Лоуэр-Хатт, Веллингтон) — новозеландский писатель. Его роман «Мистер Пип» (2006) получил премию Фонда Содружества и вошёл в шорт-лист Букеровской премии.

## Ранний период жизни
Родился в Лоуэр-Хатте в 1955 году, где окончил среднюю школу, а затем поступил Университет Виктории в Веллингтоне. Получил диплом по политологии в 2007 году. В мае 2009 года был удостоен почетной докторской степени Университета Виктории.
Его старший брат — инвестор в недвижимость и бывший политик сэр Боб Джонс. У него также есть три старшие сестры.
Сожительствует с австралийской писательницей Кэрри Тиффани. У него двое сыновей и дочь. Один из его сыновей, Ави Дакор-Джонс, стал победителем первого сезона реалити-шоу «Выживший» в 2017 году. Его другой сын, Сэм Дакор-Джонс, художник и поэт.

## Литературная карьера
После окончания университета некоторое время жил в других странах, а после возвращения в Новую Зеландию стал спортивным репортером в The Evening Post и начал писать художественные произведения. В его первом романе «Молочная ферма Гилмора» (1985), в сатирическом ключе рассказывалось о молодом человеке, выросшем в небольшом новозеландском городке; затем последовал роман «Осколок» (1988), действие которого происходит в Лоуэр-Хатте с двумя основными повествованиями (одно о раннем иммигранте, а другое о редакторе журнала). Как и его более поздние работы, эти два романа сочетали в себе реализм, чёрную комедию и оригинальность.
В 1988 году был удостоен стипендии памяти Кэтрин Мэнсфилд. В 1991 году опубликовал сборник коротких рассказов «Плавание для Австралии» (1991), который вошел в шорт-лист премии New Zealand Book Award for Fiction. В 1994 году курировал выставку о жизни в Новой Зеландии. Выставка была совместной с фотографом Брюсом Фостером и проводилась в Национальной библиотеке в Веллингтоне. Выставка проводилась под названием «Последняя суббота» и включала исторические фотографии, современные фотографии Фостера и эссе Джонса.
В мае 2003 года театральная адаптация романа Джонса «Книга позора» была представлена в театре в Веллингтоне. Адаптацией романа для сцены занимался новозеландский романист и драматург Карл Никсон.
В мае 2007 года получил премию Фонда Содружества в номинации «Лучшая книга» за свой роман «Мистер Пип», действие которого происходит во время конфликта на Бугенвиле в начале 1990-х годов в Папуа — Новой Гвинее. Книга также вошла в шорт-лист премии Man Booker Prize в 2007 году.
В 2007 году стал лауреатом Creative New Zealand.
В 2011 году был вдохновлен землетрясением в Крайстчерче и опубликовал мемуары «История тишины» о своём происхождении и истории своей семьи в 2013 году.
В 2015 году провёл год в Австралии в качестве писателя в Центре творческой практики в Аделаидском университете. Впоследствии провёл 2016—2017 годы в Берлине в качестве получателя стипендии Германской службы академических обменов.